# Jacobus van Egmond
Jacobus Johannes van Egmond (conocido como Jacques van Egmond; Haarlem, 17 de febrero de 1908-Haarlem, 9 de enero de 1969) fue un deportista neerlandés que compitió en ciclismo en la modalidad de pista.
Participó en los Juegos Olímpicos de Los Ángeles 1932, obteniendo dos medallas, oro en velocidad individual y plata en 1 km contrarreloj. Ganó una medalla de oro en el Campeonato Mundial de Ciclismo en Pista de 1933.

## Medallero internacional
| Juegos Olímpicos   | Juegos Olímpicos             | Juegos Olímpicos | Juegos Olímpicos         |
| Año                | Lugar                        | Medalla          | Competición              |
| ------------------ | ---------------------------- | ---------------- | ------------------------ |
| 1932               | Los Ángeles (Estados Unidos) | Medalla de oro   | Velocidad individual     |
| 1932               | Los Ángeles (Estados Unidos) | Medalla de plata | 1 km contrarreloj        |
| Campeonato Mundial |                              |                  |                          |
| Año                | Lugar                        | Medalla          | Competición              |
| 1933               | París (Francia)              | Medalla de oro   | Velocidad individual (A) |